# 2013년 9월 죽음
다음은 2013년 9월에 사망한 저명한 인물 목록이다.
- 9월 1일
  - 덴마크의 배우 올레 에른스트
  - 미국의 권투 선수 토미 모리슨
  - 스페인의 축구인 이그나시오 에이사기레
  - 헝가리의 축구인 체르너이 팔
- 9월 2일
  - 대한민국의 법학자 이재상
  - 미국의 SF 작가 프레더릭 폴
  - 영국의 경제학자 로널드 코스
  - 프랑스의 배우, 연극 감독 발레리 방기기
- 9월 3일 - 미국의 배우 단테 디파올로
- 9월 5일 - 독일의 군인 로후스 미슈
- 9월 7일 - 슬로바키아의 축구인 마레크 슈필라르
- 9월 9일 - 미국의 배우 패트리시아 블레어
- 9월 11일 - 대한민국의 정치인 김재건
- 9월 12일
  - 독일의 배우, 성우 오토 샌더
  - 미국의 공학 기술자, 음향 엔지니어 레이 돌비
  - 미국의 배우 로드 매스터슨
- 9월 13일 - 대한민국의 법조인 김시승
- 9월 14일 - 베트남의 가수 녓선
- 9월 15일
  - 대한민국의 법조인 오탁근
  - 대한민국의 정치인 김병윤
- 9월 17일
  - 대한민국의 정치인 황종국
  - 일본의 기업인 도요다 에이지
- 9월 18일
  - 대한민국의 공무원 최필립
  - 독일의 문학 평론가 마르셀 라이히라니츠키
  - 미국의 권투 선수, 배우 켄 노턴
  - 미국의 배우, 영화 감독 리처드 C. 사라피안
- 9월 19일 - 일본의 기업인 야마우치 히로시
- 9월 21일 - 대한민국의 군인 류승국
- 9월 22일
  - 대한민국의 화가 김훈
  - 미국의 가수, 배우 제인 코넬
  - 미국의 신경생리학자 데이비드 H. 허블
- 9월 25일
  - 대한민국의 작가 최인호
  - 미국의 전기기타리스트, 작곡가 빌리 뮤어
- 9월 27일
  - 미국의 배우 필리스 데이비스
  - 터키의 영화 감독, 배우 턴셀 커티스
- 10월 28일 - 미국의 재즈 아코디언 주자, 악기 제작자 토미 구미나
- 9월 29일
  - 일본의 소설가 야마사키 도요코
  - 태국의 가수 사얀 산야